# Schlichtes Gebiet

Veranschaulichung eines Normalgebiets bzgl. x

Ein schlichtes Gebiet, Normalbereich oder Normalgebiet ist ein mathematisches Objekt aus der Analysis. Es handelt sich um ein für die Integralrechnung einfach zu handhabendes Gebiet.

## Definition
Seien {\displaystyle g,h\in C([a,b])} stetige Funktionen mit {\displaystyle g\leq h}. Dann heißt
{\displaystyle G=\lbrace (x,y)\in \mathbb {R} ^{2}\;|\;a\leq x\leq b,\;g(x)\leq y\leq h(x)\rbrace }
(mit reellen Zahlen {\displaystyle a<b}) ein Normalbereich bezüglich der {\displaystyle x}-Achse.
Analog gilt das im {\displaystyle \mathbb {R} ^{n}}, indem jeweils jede Koordinate einmal in festen Grenzen betrachtet wird und alle anderen Koordinatengrenzen als Graph stetiger Funktionen.

## Motivation
Das Integrieren einer stetigen Funktion {\displaystyle f\colon G\to \mathbb {R} } über einem Normalgebiet {\displaystyle G} lässt sich mit dem Satz von Fubini auf die Berechnung eindimensionaler Integrale zurückführen:
{\displaystyle \int _{G}f(x,y)\,\mathrm {d} (x,y)=\int _{a}^{b}\left(\int _{g(x)}^{h(x)}f(x,y)\,\mathrm {d} y\right)\mathrm {d} x}

## Fläche
Für gewöhnlich ist eine der ersten Anwendungen der Integralrechnung in der Schule die Berechnung der Fläche eines schlichten Gebietes. Die Fläche des Gebietes
{\displaystyle G=\lbrace (x,y)\in \mathbb {R} ^{2}\;|\;a<x<b,\;g(x)<y<h(x)\rbrace }
errechnet sich durch folgendes Integral:
{\displaystyle \int _{a}^{b}(h(x)-g(x))\,\mathrm {d} x}.
Kompliziertere Gebiete setzt man anschließend oft aus schlichten Gebieten zusammen.